# Borat
Borat Margaret Sagdiyev (em cazaque:  cirílico Бора́т Сагди́ев) é um personagem de televisão criado pelo humorista britânico Sacha Baron Cohen. Originalmente criado para o Da Ali G Show — programa de televisão no qual Cohen interpreta um rapper escrachado e recebe convidados ilustres —, Borat, o segundo melhor jornalista do Cazaquistão, viaja pelos Estados Unidos entrevistando diversas pessoas dos nichos mais extremados da sociedade, de sulistas americanos a feministas e figurões de elite. O sucesso do repórter da Ásia Central rendeu um longa-metragem campeão de bilheteria na Europa e na América do Norte.
Com atitudes ofensivas e declarações que beiram o machismo, a homofobia, o ódio contra judeus e até mesmo apologias ao abuso sexual e ao incesto, se destaca por expor o fato de que muitas vezes os preconceitos, por mais terríveis que sejam, se propagam melhor de uma forma ingênua e indiferente do que quando impostos pela lei ou pela força. Ao contrário de ter as suas opiniões forjadas a partir de uma intolerância radical organizada e meticulosa ligada a motivos individuais, reproduz algo que está intrincado nele por criação e herança cultural e, indo justamente para rodeios e centros de etiqueta esnobes, na base do constrangimento e do humor palhaço consegue fazer com que as pessoas revelem o lado mais obscuro delas sem ao menos perceberem.

## Biografia
Filho de Asimbala Sagdiyev e Boltok, o Estuprador — de quem também é neto e genro —, nasceu em 30 de julho de 1972 na vila fictícia de Kuzcek, na RSS do Cazaquistão. Se diverte jogando pingue-pongue, dançando música disco e fotografando mulheres enquanto elas vão ao banheiro.
Viúvo, comemora a morte da primeira esposa Oxana — violentada e comida por um urso — que, apesar de cozinhar bem e ser boa no arado, passado três anos de a ter comprado — ao completar 15 anos — começou a ficar com a voz grossa, ganhar pelos no corpo e ficar com a "vagina parecida com a manga de um feiticeiro".
Tem um filho de 13 anos chamado Hooeylewis e dois gêmeos de 12, Biram e Bilak, sendo também avô de dezessete crianças — algumas ele planeja vender para a popstar Madonna. Na sua família ainda estão a irmã mais velha Natalya — a quarta melhor prostituta do país (sexta durante a turnê das Pussycat Dolls) — e o caçula Bilo — retardado mental com a cabeça em forma de espiga e mais de duzentos dentes. Em sua viagem aos "US and A", como chamava os EUA, em busca de um romance com Pamela Anderson, conheceu Luenell nas ruas, com a qual uniu laços.
Respeitado apresentador de telejornal na sua pátria natal, é membro do quadro de honra da Universidade de Astana, onde se formou com louvor não só em jornalismo mas em inglês e no estudo de pragas. Prestou durante longos anos serviços ao governo criando cinco novas pragas que devastaram cinco milhões de cabras no Uzbequistão, sem contar a época em que fez gelo, foi guardador de sêmen de animais, caçador de ciganos e removedor de pássaros mortos em um computador.
Pagão até fazer amizade com os pentecostais e converter toda a sua vila ao cristianismo, admira a visão política de Joseph Stalin por causa do forte e poderoso pênis do ex-ditador russo e apoia o presidente Bush na sua guerra de terror.

## Processos e mal-entendidos
Uma das grandes razões de Borat poder ser o que é está nele ser uma obra de ficção. Porém isso não poupou Sacha de ter sido alvo de inúmeros processos, fosse pelo verdadeiro Cazaquistão ou pelas pessoas expostas ao ridículo por si próprias em suas filmagens sem saber do que elas se tratavam.
Diante de outra polêmica, o antissemitismo, vale lembrar que Cohen é judeu e que todas as expressões cazaques são, na realidade, de origem polonesa, enquanto as conversas em cazaque com o seu produtor Azamat e seus parentes na vila de Kuzcek não passam de balbucios em hebreu. O hino nacional do Cazaquistão boratiano — na versão original cantada em um jogo de baseball para o programa do Ali G — nada mais é do que uma antiga canção de ninar judaica.